# 5021 Krylania
5021 Krylania è un asteroide della fascia principale. Scoperto nel 1982, presenta un'orbita caratterizzata da un semiasse maggiore pari a 3,1904804 UA e da un'eccentricità di 0,1472192, inclinata di 2,35166° rispetto all'eclittica.